# Liste der Museen im Landkreis Schwandorf
Die Liste der Museen im Landkreis Schwandorf gibt einen Überblick über aktuelle und ehemalige Museen im Landkreis Schwandorf in Bayern.

## Aktuelle Museen
| Gemeinde           | Name                                    | Kurzbeschreibung | gegründet/eröffnet                            | Träger                                                    | Standort                                | Bild                                      | Link |
| ------------------ | --------------------------------------- | --- | --------------------------------------------- | --------------------------------------------------------- | --------------------------------------- | ----------------------------------------- | ---- |
| Schwandorf         | Stadtmuseum Schwandorf                  | Kulturgeschichtliches Museum mit den Abteilungen Stadtgeschichte, religiöse Kunst, Museumsgeschichte und Industriegeschichte der Stadt Schwandorf.                                                                     | 1912                                          | Stadt Schwandorf                                          | Stadtmuseum Schwandorf                  |                                           |      |
| Nabburg            | Edelmannshof Perschen                   | Der Dreiseithof mit großem Hoftor an der vierten Seite ist der Ursprung des Freilandmuseums Oberpfalz. | 1964                                          | Bezirk Oberpfalz                                          | Edelmannshof Perschen                   |                                           |      |
| Nabburg            | Freilandmuseum Oberpfalz                | Rund 50 Gebäude zeigen auf ca. 33 ha wie das bäuerliche Leben in der Oberpfalz in den letzten 300 Jahren war. Dazu gehört auch die traditionelle Bewirtschaftung der Flächen und die Haltung von alten Haustierrassen. | 01.08.1986                                    | Bezirk Oberpfalz                                          | Freilandmuseum Oberpfalz                | Das Freilandmuseum Oberpfalz aus der Luft |      |
| Nabburg            | Stadtmuseum Zehentstadel                | Die Dauerausstellung zeigt archäologische, historische und naturkundliche Zeugnisse aus der Stadtgeschichte. | 28.03.2009                                    | Stadt Nabburg                                             | Stadtmuseum Zehentstadel                |                                           |      |
| Nabburg            | Museum im Schmidt-Haus                  | Das ehemalige Wohnhaus Karl Schmidt-Wolfratshausen dokumentiert heute anhand der originalen Einrichtung und Gestaltung das Lebenswerk des Künstlers.                                                                   | 2001                                          | Stadt Nabburg                                             | Museum im Schmidt-Haus                  |                                           |      |
| Nabburg            | Rotkreuz-Museum Ostbayern               | In 12 Räumen werden Objekte aus der Geschichte des Roten Kreuzes gezeigt. Auch andere Rettungsdienste wie die Bergwacht, der Luft- und Katastrophenschutz oder die Wasserwacht sind Teil der Dauerausstellung.         | 1998                                          | Freunde und Förderer des Rot-Kreuz-Museums Ostbayern e.V. | Rotkreuz-Museum Ostbayern               |                                           |      |
| Oberviechtach      | Doktor Eisenbarth- und Stadtmuseum      | Die Dauerausstellung beschäftigt sich mit dem Wanderarzt Doktor Eisenbarth und der Stadtgeschichte von Oberviechtach.                                                                                                  | gegründet 1967/12.05.2006 in den neuen Räumen | Stadt Oberviechtach                                       | Doktor Eisenbarth- und Stadtmuseum      |                                           |      |
| Neunburg vorm Wald | Schwarzachtaler Heimatmuseum            | Im Museum wird die Kulturgeschichte der Stadt und des Schwarzachtales präsentiert. Dazu gibt es Sammlungsschwerpunkte zu Kriegsgeschichte, Stadtgeschichte und sakrale Kunst.                                          | 1910/1912                                     | Stadt Neunburg vorm Wald                                  | Schwarzachtaler Heimatmuseum            |                                           |      |
| Neunburg vorm Wald | Heimatmuseum Seebarn                    | Die Ausstellung im ehemaligen Pfarrhof und einem Dreiseithof zeigt landwirtschaftliches Leben und Arbeiten in der Vergangenheit.                                                                                       | 2018                                          | Heimatverein Seebarn e.V.                                 | Heimatmuseum Seebarn                    |                                           |      |
| Wackersdorf        | Heimat- und Industriemuseum Wackersdorf | Das Museum zeigt die Geschichte des Braunkohlebergbaus in der Region und der geplanten Wiederaufarbeitungsanlage (WAA).                                                                                                | 1997                                          | Gemeinde Wackersdorf                                      | Heimat- und Industriemuseum Wackersdorf |                                           |      |
| Steinberg am See   | Braunkohle- und Heimatmuseum Steinberg  | Die Dauerausstellung dokumentiert die Geschichte des Braunkohleabbaus bis ins Jahr 1982 und die Ortsgeschichte. | 1994                                          | Heimatkundlicher Arbeitskreis Steinberg-Wackersdorf e.V.  | Braunkohle- und Heimatmuseum Steinberg  |                                           |      |
| Neukirchen-Balbini | Schießl-Hof                             | Interaktive Ausstellung zu Erdställen. Im Untergeschoss befindet sich ein originaler Erdstall zur Besichtigung. | 2019                                          | Markt Neukirchen-Balbini                                  | Schießl-Hof                             |                                           |      |
| Bruck i.d.OPf      | Heimat- und Bauernmuseum Mappach        | Heimatkundliche Ausstellung zum ländlichen Leben und zur häuslichen Wohn- und Arbeitswelt. Außerdem eine Abteilung zur regionalen Teichwirtschaft.                                                                     | 1978/1999 am heutigen Standort                | Heimat- und Bauernmuseumsverein Mappach e.V.              | Heimat- und Bauernmuseum Mappach        |                                           |      |
| Burglengenfeld     | Oberpfälzer Volkskundemuseum            | In 36 Abteilungen wird die Volkskultur und Lebensweise der oberpfälzischen Bevölkerung vom 18. bis ins 20. Jahrhundert dargestellt.                                                                                    | 1987                                          | Stadt Burglengenfeld                                      | Oberpfälzer Volkskundemuseum            |                                           |      |
| Nittenau           | Stadtmuseum Nittenau                    | Dauerausstellung zur Stadtgeschichte mit dem Schwerpunkt Leben am Fluss. | 1979                                          | Stadt Nittenau                                            | Stadtmuseum Nittenau                    |                                           |      |

- Karte mit allen Koordinaten:
- OSM |
- WikiMap

Kreisfreie Städte:
Amberg |
Ansbach |
Aschaffenburg |
Augsburg |
Bamberg |
Bayreuth |
Coburg |
Erlangen |
Fürth |
Hof |
Ingolstadt |
Kaufbeuren |
Kempten (Allgäu) |
Landshut |
Memmingen |
München |
Nürnberg |
Passau |
Regensburg |
Rosenheim |
Schwabach |
Schweinfurt |
Straubing |
Weiden in der Oberpfalz |
Würzburg
Landkreise:
Aichach-Friedberg |
Altötting |
Amberg-Sulzbach |
Ansbach |
Aschaffenburg |
Augsburg |
Bad Kissingen |
Bad Tölz-Wolfratshausen |
Bamberg |
Bayreuth |
Berchtesgadener Land |
Cham |
Coburg |
Dachau |
Deggendorf |
Dillingen a.d.Donau |
Dingolfing-Landau |
Donau-Ries |
Ebersberg |
Eichstätt |
Erding |
Erlangen-Höchstadt |
Forchheim |
Freising |
Freyung-Grafenau |
Fürstenfeldbruck |
Fürth |
Garmisch-Partenkirchen |
Günzburg |
Haßberge |
Hof |
Kelheim |
Kitzingen |
Kronach |
Kulmbach |
Landsberg am Lech |
Landshut |
Lichtenfels |
Lindau (Bodensee) |
Main-Spessart |
Miesbach |
Miltenberg |
Mühldorf a.Inn |
München |
Neuburg-Schrobenhausen |
Neumarkt i.d.OPf. |
Neustadt a.d.Aisch-Bad Windsheim |
Neustadt a.d.Waldnaab |
Neu-Ulm |
Nürnberger Land |
Oberallgäu |
Ostallgäu |
Passau |
Pfaffenhofen a.d.Ilm |
Regen |
Regensburg |
Rhön-Grabfeld |
Rosenheim |
Roth |
Rottal-Inn |
Schwandorf |
Schweinfurt |
Starnberg |
Straubing-Bogen |
Tirschenreuth |
Traunstein |
Unterallgäu |
Weilheim-Schongau |
Weißenburg-Gunzenhausen |
Wunsiedel i.Fichtelgebirge |
Würzburg